# Nelson Sirotsky
Nelson Pacheco Sirotsky OMM (Porto Alegre, 17 de março de 1953) é um administrador e empresário brasileiro, publisher do Grupo RBS e presidente da Maromar Investimentos. É ex-presidente do Grupo RBS (1991 a 2012) e ex-presidente do Conselho de Administração do Grupo RBS (2008 a 2015). Atualmente, continua como membro dos conselhos de Administração e de Acionistas da RBS, contribuindo em questões editoriais e institucionais, mas sem funções executivas. É filho do fundador da RBS, Maurício Sirotsky Sobrinho.

## Biografia
Formou-se em Administração de Empresas e Administração Pública pela Universidade Federal do Rio Grande do Sul em 1974 e fez cursos de especialização, como o Executive Management Course na Universidade do Sul da Califórnia, realizado em 1979, e o Harvard YPO-President's Seminar, realizado no ano de 2000.
Em 1978, introduziu a RBS TV em Santa Catarina. Depois, entre 1982 e 1986, ocupou a superintendência de mídia eletrônica da RBS.
Aos 20 anos, na Rádio Gaúcha, comandada por seu pai, Maurício Sirotsky, Nelson propôs acompanhar os jogos da Copa do Mundo, mas a rádio não tinha verba. Com sua proposta  descartada, Nelson pediu demissão ao seu pai, retornando apenas após um acordo e insistindo na ideia dos jogos. Então, conseguiu patrocínios para cobrir a Copa e a iniciativa mudou os rumos da emissora.
Desde então, Nelson Sirotsky acompanhou cada etapa da formação do Grupo RBS, trabalhando junto com o pai, e depois de sua morte, com o tio Jayme Sirotsky. Em 1992, com 37 anos, Nelson assumiu a presidência.

### Grupo RBS
Com Nelson à frente do Grupo RBS, Zero Hora foi o segundo jornal do país a oferecer conteúdo na internet, disponibilizando, em junho de 1995, um caderno de Informática. Um ano depois, foi lançado o ZH Digital, que reproduzia na rede as informações do jornal impresso do dia.
Em 1997, o Diário Catarinense, de Florianópolis, inaugurou seu portal, com a publicação virtual da edição impressa. No ano anterior, a RBS havia obtido o controle da Nutec, então maior provedora de acesso à internet do país, com 6 mil assinantes, e evoluiu com o ZAZ, uma das primeiras experiências de uma empresa brasileira com a internet.
Em 16 de junho de 1999, o controle acionário do provedor de internet ZAZ foi adquirido pelo Grupo espanhol Telefônica. Sob o controle da Nutec, do Grupo RBS, o ZAZ já possuía 190 mil assinantes em 95 cidades brasileiras e 13,5 milhões de visitantes mensais.
Em 2004, Nelson Pacheco Sirotsky assumiu a presidência da ANJ (Associação Nacional de Jornais), permanecendo à frente da entidade por dois mandatos, 2004 e 2008, ainda faz parte do Conselho de Administração da organização. Foi membro dos conselhos de Administração da Associação Brasileira das Emissoras de Rádio e Televisão (Abert), do Conselho Brasil do Insead - The European Institute of Business Administration, e do Conselho da Fundação Dom Cabral. Também foi membro do conselho deliberativo do Grêmio, com mandato de 2007 a 2013 e atualmente é conselheiro efetivo do clube.
Em 2005, Sirotsky publicou o artigo "A Defesa da liberdade de imprensa no Brasil", no Observatório da Sociedade da Informação da UNESCO Brasil, na ocasião do lançamento da Rede em Defesa da Liberdade de Imprensa, enquanto presidente da ANJ.
Em 2012, após 21 anos como presidente do Grupo RBS, Nelson foi sucedido no cargo por seu sobrinho Eduardo Sirotsky Melzer a partir de um processo sucessório planejado por anos. Passou a atuar no Conselho de Administração do Grupo e na Presidência da Fundação Maurício Sirotsky Sobrinho.
Em 2015, foi eleito membro do Conselho de Administração da Algar Telecom e fez parte também do Conselho da Zenvia.
Em 2022, Nelson Sirotsky assumiu a posição não executiva de publisher da RBS, com a responsabilidade de ser o guardião da linha editorial da empresa. Além disso, iniciou o processo de criação do Conselho Editorial da RBS, instância presente em muitas empresas jornalísticas no Brasil e no Exterior, que entrou em operação em agosto de 2022.

### Filantropia
Em 2016, fundou a Maromar Investimentos, empresa que administra os investimentos de sua família e apoia causas como Empreendedorismo, Esporte e Cidadania. Por meio da Maromar, Nelson lidera iniciativas sociais como a do Instituto Tênis – Núcleo Porto Alegre, projeto concebido por Jorge Paulo Lemann e que busca a massificação do Tênis como esporte no Brasil e que, até 2020, já beneficiou cerca de 10 instituições como escolas, ONG’s e parques, impactando mais de 4.000 crianças e jovens de forma gratuita.
É atual membro do Conselho Nacional da Endeavor Brasil, entidade que fomenta o Empreendedorismo no país, e embaixador da instituição no Rio Grande do Sul. Fazendo parte de organizações como o Instituto Millenium , uma associação civil sem fins lucrativos e sem vinculação político-partidária, reconhecida como uma entidade que defende interesses públicos e, principalmente, valores e princípios democráticos que pautam o desenvolvimento do país, e da ADVB/RS(Associação dos Dirigentes de Marketing e Vendas do Brasil ).  É conselheiro do Instituto Tênis e presidente da Fundação Maurício Sirotsky Sobrinho.

### Livro "O Oitavo Dia"
Em 2018, Nelson Sirotsky lançou “O oitavo dia”. A obra, escrita em parceria com a romancista Leticia Wierzchowski, narra episódios da vida pessoal e profissional do empresário. O título do livro faz referência ao oitavo dia de vida do bebê judeu, quando é realizada a circuncisão — na cerimônia conhecida como brit-milá, que representa a aliança com Deus.
Escrito pelo selo “Primeira Pessoa” da Editora Sextante —  que tem como missão publicar histórias de brasileiros que contribuem para o crescimento da cidadania no Brasil e no mundo, traz reflexões sobre a vida, religião e outros valores. Em uma mistura de depoimentos, pesquisas e histórias, que passeiam entre a narrativa e a liberdade ficcional, “O oitavo dia” conta a trajetória de Nelson, a história da família Sirotsky e do Grupo RBS, além do seu envolvimento com personagens fortes e marcantes da Política, Economia e Sociedade.

## Prêmios e homenagens
- Mérito Catarinense, concedido pela Acaert (Associação Catarinense de Emissores de Rádio e Televisão) em 2017;[39]
- Prêmio Libertae, concedido pela ABA (Associação Brasileira de Anunciantes) em 2013;[40]
- Ordem do Mérito, concedido pelo Ministério Público do RS, 2013, pelos bons serviços prestados;[41]
- Medalha Jorge Gerdau Johannpeter, concedida pelo Programa Gaúcho de Qualidade em 2012.[42]
- Prêmio Liberdade de Imprensa, concedido pelo Instituto de Estudos Empresariais (IEE) durante o Fórum da Liberdade 2012;
- Prêmio Personalidade da Comunicação 2009, concedido pela Mega Brasil;[43]
- Comissão de Honra do Centenário da ABI em 2008.[44]
- Admissão à Ordem do Mérito Militar no grau de Oficial especial pelo presidente Fernando Henrique Cardoso em 2000;[1]
- Prêmio Caboré de Empresário de Comunicação do ano 1998;[45]
- Prêmio Comunicação 1997 da Associação Brasileira de Propaganda (ABP), categoria Personalidade do Ano;[46]
- Troféu Voluntário Honorário Brasil Sem Grades.[47]

## Denúncia e arquivamento
Em 19 de fevereiro de 2011, a Justiça Federal do Rio Grande do Sul acatou denúncia apresentada pelo Ministério Público contra Nelson Sirotsky e outros representantes legais da empresa, imputando-os suposta prática de crime financeiro. Na mesma época, o Grupo RBS emitiu um comunicado oficial, no qual classificou as alegações infundadas e caluniosas. Em agosto de 2011, a ação penal foi arquivada por se mostrar inépcia ao não especificar claramente quais infrações foram supostamente cometidas e sem apresentar qualquer prova.